# Bent Hindrup Andersen
Bent Hindrup Andersen (født 8. juli 1943 i Hellerup) er en dansk politiker, der har været folketingsmedlem for Enhedslisten i Horsenskredsen (Vejle Amtskreds) og europaparlamentsmedlem for Junibevægelsen.
Hindrup Andersen blev student fra Gammel Hellerup Gymnasium i 1961 og uddannet arkitekt fra Kunstakademiets Arkitektskole i København 1969. Han arbejdede som underviser ved Kunstakademiets Arkitektskole 1969−1974 og var ansat ved Henning Larsens tegnestue 1967−1973. Fra 1972−1992 var han forsker ved Statens Byggeforskningsinstitut.
Han var tidligere maoist og medlem af Kommunistisk Arbejderparti. Han blev opstillet til Folketinget for Enhedslisten i Vejlekredsen i 1992 og blev valgt ved valget 21. september 1994. Han var medlem indtil den 10. marts 1998. I 2003 blev han medlem af Europa-Parlamentet og sad frem til 2004. Han stillede op til folketingsvalget i september 2011 i Horsens, men kom ikke ind.
I 1992 blev Bent Hindrup Andersen kåret til Årets Dyreven.